# BB 8700
,,,
Les BB 8700 sont une série de vingt locomotives électriques de la SNCF circulant sous courant continu 1 500 V.
Issues de la transformation de BB 8500 (ou de BB 88500) de la première sous-série, elles circulent en dix unités doubles indéformables affectées à la pousse des convois sur la ligne de la Maurienne mais leur existence est brève : mises en service en octobre 2001, les dernières sont radiées en décembre 2005.

## Genèse de la série

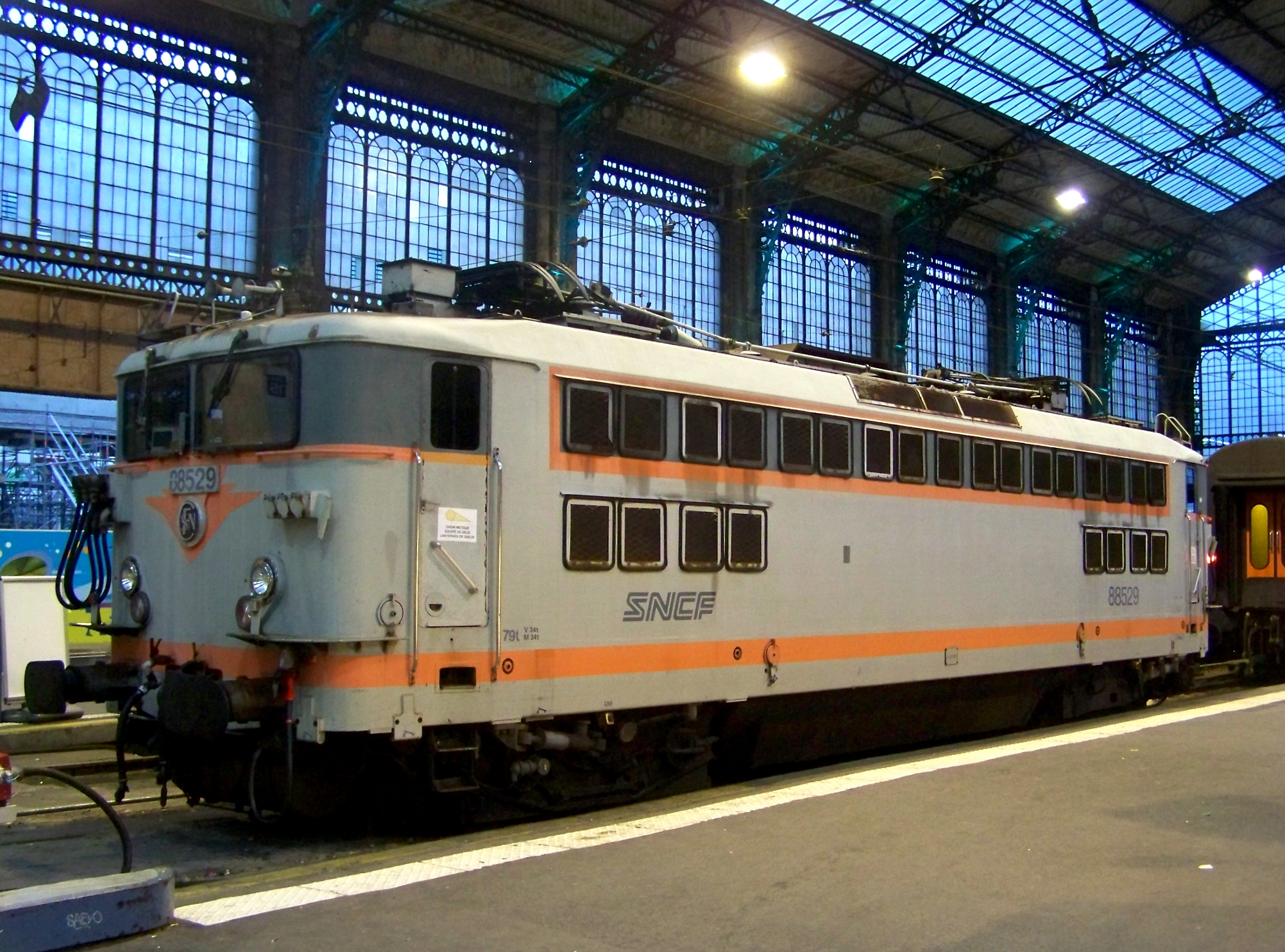
BB 8529 (Paris-Austerlitz, 2011).

Alors que les CC 6500 participent à la pousse des convois dans les rampes de la ligne de la Maurienne en renfort de la locomotive de tête dans les années 1990, la réorganisation de la traction au tournant du XXIe siècle les conduit, sur l'axe Paris-Lyon-Méditerranée, vers d'autres missions qui exploitent mieux leurs qualités.
Les BB 8500 et 88500 étant limitées depuis quelques années à des parcours de 150 km du fait de leur mauvaise suspension et de l'inconfort de leurs cabines de conduite, il est décidé d'en modifier vingt pour la Maurienne en remplacement des CC 6500, accouplées deux par deux, avec renumérotation en BB 8700. La puissance d'une unité double de BB 8700 (5 880 kW) est équivalente à celle d'une CC 6500 (5 900 kW). La décision s'inspire du principe mis en œuvre au début des années 1960 avec les « unités Maurienne » constituées de onze formations de deux locomotives BB 1-80 attelées en permanence.

## Description
Les locomotives destinées à être modifiées sont choisies dans la première sous-série de BB 8500, disposant de petites cabines et de bogies équipés d'une suspension secondaire. La transformation, effectuée en deux phases dans les ateliers de Chambéry, consiste en particulier en la modification et l'agrandissement des cabines de conduite à une extrémité par transfert d'un compresseur pneumatique dans le compartiment moteur, l'isolation phonique et la pose d'un siège plus confortable. Les cabines situées côté accouplement, inutilisées en usage normal, ne nécessitent pas d'aménagement. Limitées à 100 km/h et sur un parcours réduit (30 km voire un peu plus quand elles se rendent à Chambéry pour entretien), leur inconfort est moins insupportable pour le personnel de conduite.
D'autres modifications concernent la possibilité de désactiver certains dispositifs de sécurité comme le contrôle de vitesse par balises, opération obligatoire quand elles circulent en pousse, ou le montage d'un éperon chasse-neige aux extrémités de l'unité. À l'issue de ces transformations, l'aspect extérieur de ces locomotives, toutes revêtues de la livrée béton, ne se distingue pas de celui des machines d'origine.

## Service
Ces machines affectées à l'activité Fret, renumérotées dans la série des BB 408700 et attachées au dépôt de Chambéry, servent exclusivement sur la ligne de la Maurienne, principalement pour les pousses en queue de convois de fret sur la section Saint-Jean-de-Maurienne — Modane où la déclivité peut atteindre 30 ‰. Elles circulent exclusivement en UM2 (unités doubles). Arrivées à destination, elles sont dételées et redescendent à Saint-Jean-de-Maurienne haut-le-pied mais ne peuvent effectuer que deux allers-retours par jour, au risque de dépasser la limite des 150 km journaliers qui leur sont autorisés. Elles peuvent également revenir comme véhicules dans un train de machines. Leurs missions les mènent parfois jusqu'à Saint-Avre, ainsi qu'à Chambéry pour leur entretien et leurs révisions.
Dans les derniers mois de 2005, leur fin de carrière naturelle liée à la réorganisation de Fret SNCF conduit à la radiation totale de la série remplacée dans ses attributions par des BB 7200. Aucun exemplaire de la série n'est conservé.
| Engin     | Ancien n°          | Transformation   | Radiation        | Livrée | Dépôt    |
| --------- | ------------------ | ---------------- | ---------------- | ------ | -------- |
| BB 408710 | BB 8510 puis 88510 | 1er octobre 2001 | 12 janvier 2005  | Béton  | Chambéry |
| BB 408712 | BB 8512 puis 88512 | 1er octobre 2001 | 10 août 2004     | Béton  | Chambéry |
| BB 408716 | BB 8516 puis 88516 | 1er octobre 2001 | 23 décembre 2005 | Béton  | Chambéry |
| BB 408721 | BB 8521 puis 88521 | 1er octobre 2001 | 29 décembre 2004 | Béton  | Chambéry |
| BB 408724 | BB 8524 puis 88524 | 1er octobre 2001 | 10 août 2004     | Béton  | Chambéry |
| BB 408728 | BB 8528 puis 88528 | 1er octobre 2001 | 10 août 2004     | Béton  | Chambéry |
| BB 408732 | BB 8532            | 1er octobre 2001 | 16 décembre 2005 | Béton  | Chambéry |
| BB 408733 | BB 8533 puis 88533 | 1er octobre 2001 | 11 décembre 2005 | Béton  | Chambéry |
| BB 408735 | BB 8535 puis 88535 | 1er octobre 2001 | 23 décembre 2005 | Béton  | Chambéry |
| BB 408736 | BB 8536            | 1er octobre 2001 | 10 août 2005     | Béton  | Chambéry |
| BB 408737 | BB 8537            | 1er octobre 2001 | 29 décembre 2004 | Béton  | Chambéry |
| BB 408741 | BB 8541            | 1er octobre 2001 | 22 octobre 2005  | Béton  | Chambéry |
| BB 408743 | BB 8543            | 1er octobre 2001 | 23 décembre 2005 | Béton  | Chambéry |
| BB 408750 | BB 8550            | 1er octobre 2001 | 23 décembre 2005 | Béton  | Chambéry |
| BB 408760 | BB 8560            | 1er octobre 2001 | 18 août 2005     | Béton  | Chambéry |
| BB 408771 | BB 8571            | 1er octobre 2001 | 1er octobre 2005 | Béton  | Chambéry |
| BB 408778 | BB 8578            | 1er octobre 2001 | 16 décembre 2005 | Béton  | Chambéry |
| BB 408783 | BB 8583            | 1er octobre 2001 | 9 août 2005      | Béton  | Chambéry |
| BB 408784 | BB 8584            | 1er octobre 2001 | 29 décembre 2004 | Béton  | Chambéry |
| BB 408786 | BB 8586            | 1er octobre 2001 | 11 décembre 2005 | Béton  | Chambéry |